# Tzvi Avni
Tzvi Avni (hebraisk: צבי אבני, født Hermann Jakob Steinke, 2. september 1927 i Saarbrücken, Tyskland) er en tysk/israelsk komponist.
Avni emigrerede tidligt til Palæstina i 1935. Han studerede hos Paul Ben-Haim.
Han blev på Edgar Vareses anbefaling ansat på Columbia-Princeton Electronic Music Center i 1960'erne.
Avni har komponeret en symfoni, orkesterværker, elektronisk musik, kammermusik, korværker, vokalværker etc. 

## Udvalgte værker
- Symfoni nr. 1 "Ørkenscener" (1991) - for orkester
- "Bøn" – (1961, rev. 1969) - for strygeorkester
- "Ved floderne i Babylon" (1971) – for orkester
- "Kaddish" (1987) – for cello og strygeorkester
- ""Jerusalem fra himmelen" (19?) – for kor og orkester
- "Vokalise" (1964) – elektronisk musik
- "Elegi" (1967) – for cello